# Chaulieu
Chaulieu és un municipi francès situat al departament de la Manche i a la regió de Normandia. L'any 2017 tenia 295 habitants. Hi naix el riu Vire.

## Demografia
El 2007 tenia 280 habitants, 150 habitatges, dels quals 109 eren habitatge principal, 28 eren segones residències i 13 estaven desocupats. Hi havia 108 famílies.

## Economia
El 2007 la població en edat de treballar era de 159 persones, 119 eren actives.Hi havia una empresa de fabricació, cinc d'empreses de construcció, tres empreses de comerç i reparació d'automòbils, una empresa d'hostatgeria i restauració, una empresa de serveis.
L'any 2000 hi havia 36 explotacions agrícoles que conreaven un total de 598 hectàrees.